# 루이스 하비에르 모스케라
루이스 하비에르 모스케라 로사노(스페인어: Luis Javier Mosquera Lozano, 1995년 3월 27일~)는 콜롬비아의 역도 선수이다. 2016년 하계 올림픽 남자 역도 라이트급 동메달, 2020년 하계 올림픽에서 남자 페더급 은메달을 획득했다.